# Luna Fulgencio
Luna Fulgencio Sánchez (Madrid, 5 de febrero de 2011) es una actriz y escritora española que se hizo conocida por interpretar el papel de Rocío en la franquicia de  películas Padre no hay más que uno (2019-25) dirigidas por Santiago Segura, además de por sus múltiples apariciones en series de televisión españolas. Hizo Historia en los Goya por ser la primera niña en entregar un premio.

## Trayectoria
Comenzó en el mundo de la interpretación en 2017, en un episodio de El ministerio del tiempo. Un año después, protagonizó la serie de Telecinco Ella es tu padre. En 2019 se unió al reparto de El embarcadero en Movistar+, junto a Álvaro Morte, Irene Arcos y Verónica Sánchez. En cine, tuvo su primera participación en el largometraje de Oriol Paulo Durante la tormenta (2018). Un año después, protagonizó la taquillera Padre no hay más que uno (2019) de Santiago Segura, además de su secuela Padre no hay más que uno 2: La llegada de la suegra (2020), donde se hizo especialmente reconocida.
En 2021 protagonizó la película La casa del caracol de Macarena Astorga y ¡A todo tren! Destino Asturias de Santiago Segura, además de fichar como protagonista de la película Héroes de barrio, de Ángeles Reiné, donde interpreta a Paula. Ese mismo año participó en la serie de TVE La caza.Tramuntana y protagonizó las ficciones Besos al aire (Star) y Supernormal (Movistar+). En verano del mismo año, comenzó el rodaje de El refugio, una comedia navideña dirigida por Macarena Astorga, donde comparte pantalla con Loles León, María Barranco, Antonio Dechent o Leo Harlem, entre otros, que se estrenó esas mismas Navidades.
En 2022 tuvo una participación especial en la película cómica El test dirigida por Dani de la Orden. Además, regresó a su papel de Rocío para la tercera parte de la película Padre no hay más que uno 3 y se conoció su fichaje por el largometraje Lobo feroz de Gustavo Hernández.

## Filmografía
| Año  | Título                                    | Personaje           | Director                     |
| ---- | ----------------------------------------- | ------------------- | ---------------------------- |
| 2017 | Hay algo en la oscuridad                  | Verónica            | Fran Casanova                |
| 2018 | Durante la tormenta                       | Gloria Ortiz        | Oriol Paulo                  |
| 2019 | Padre no hay más que uno                  | Rocío García Loyola | Santiago Segura              |
| 2019 | La tercera parte                          | Alicia Millán       | Paco Cavero y Alicia Albares |
| 2020 | Padre no hay más que uno 2                | Rocío García Loyola | Santiago Segura              |
| 2021 | La casa del caracol                       | Rosita              | Macarena Astorga             |
| 2021 | ¡A todo tren! Destino Asturias            | Lara                | Santiago Segura              |
| 2021 | El refugio                                | Martina             | Macarena Astorga             |
| 2022 | El test                                   | Inés                | Dani de la Orden             |
| 2022 | Héroes de barrio                          | Paula               | Ángeles Reiné                |
| 2022 | Padre no hay más que uno 3                | Rocío García Loyola | Santiago Segura              |
| 2022 | A todo tren 2. Sí, les ha pasado otra vez | Lara                | Inés de León                 |
| 2023 | Lobo feroz                                | Matilde (niña)      | Gustavo Hernández Ibáñez     |
| 2023 | El hombre del saco                        | Sara                | Ángel Gómez Hernández        |
| 2024 | Padre no hay más que uno 4                | Rocío García Loyola | Santiago Segura              |
| 2024 | Control Room                              | Mera                | Luiso Berdejo                |
| 2025 | Padre no hay más que uno 5: Nido repleto  | Rocío García Loyola | Santiago Segura              |
| 2025 | Sin Cobertura                             | Blanca              | Mar Olid                     |
| 2026 | Tres de más                               |                     | Mar Olid                     |

| Año         | Título                   | Cadena                  | Personaje                 | Notas        |
| ----------- | ------------------------ | ----------------------- | ------------------------- | ------------ |
| 2016        | El ministerio del tiempo | La 1                    | Julita                    | 1 episodio   |
| 2017 - 2018 | Ella es tu padre         | Telecinco / FDF         | Nora Roales Martín        | 13 episodios |
| 2019 - 2020 | El embarcadero           | Movistar+               | Soledad «Sol» León Alfaro | 10 episodios |
| 2020        | La valla                 | Antena 3                | Julia Pérez Noval (Niña)  | 3 episodios  |
| 2020        | Desaparecidos            | Telecinco / Prime Video | Zaina Ocaña               | 1 episodio   |
| 2020 - 2022 | Nasdrovia                | Movistar+               | Hija Policía              | 9 episodios  |
| 2021        | La caza.Tramuntana       | La 1                    | Sara Campos (Niña)        | 5 episodios  |
| 2021        | Besos al aire            | Star / Telecinco        | Virginia                  | 2 episodios  |
| 2021 - 2023 | Supernormal              | Movistar+               | Jimena                    | 10 episodios |

## Obras publicadas
- Fulgencio, Luna (10 de marzo de 2021). Los sueños de Luna Fulgencio. HarperKids. p. 144. ISBN 978-8418279454.

- Fulgencio, Luna (1 de noviembre de 2023). ¡Un rodaje de miedo!. HarperKids. p. 160. ISBN 978-8419802033.

## Premios y nominaciones
| Año  | Premio                      | Categoría                                    | Trabajo nominado                             | Resultado | Ref.   |
| ---- | --------------------------- | -------------------------------------------- | -------------------------------------------- | --------- | ------ |
| 2021 | Villanueva Showing Festival | Trayectoria profesional de una joven promesa | Trayectoria profesional de una joven promesa | Ganadora  | [ 12 ] |
| 2023 | Kids' Choice Awards         | Artista español favorito                     | Padre no hay más que uno                     | Nominada  |        |